# Le Moniteur de Gand

Le Moniteur de Gand est un journal publié du 14 avril au 21 juin 1815 à Gand par Chateaubriand.
Lors des Cent-Jours, Louis XVIII se rend à Gand, où il descend dans l’hôtel du comte d’Hane de Steenhuyze. Il y dispose d’une petite cour cour dont l’organe, sous l’ancien titre de le Moniteur universel, rédigé par Chateaubriand, et auquel participe Bertin, paraît deux fois par semaine, le mardi et le vendredi, chez Houdin, rue de la Catalogne, y faisant une rude guerre au journal officiel de l’Empire. La collection du journal, qui cesse avec la chute définitive de Napoléon et le retour du roi podagre à Paris, se compose de vingt numéros.